# ブルーフィールド内視現象

ブルーフィールド内視現象。手の間を白い点が動き回っている

ブルーフィールド内視現象（ブルーフィールドないしげんしょう）とは、小さな明るい光点（青空の妖精と呼ばれる）が視野の中を急速に動きまわる現象のこと。特に青空のような明るい青い光を見たときに見える。初めてこの現象を臨床的に記述したドイツ人の眼科医リチャード・シェーラー (Richard Scheerer) よりシェーラー現象とも呼ばれる。

## 概要

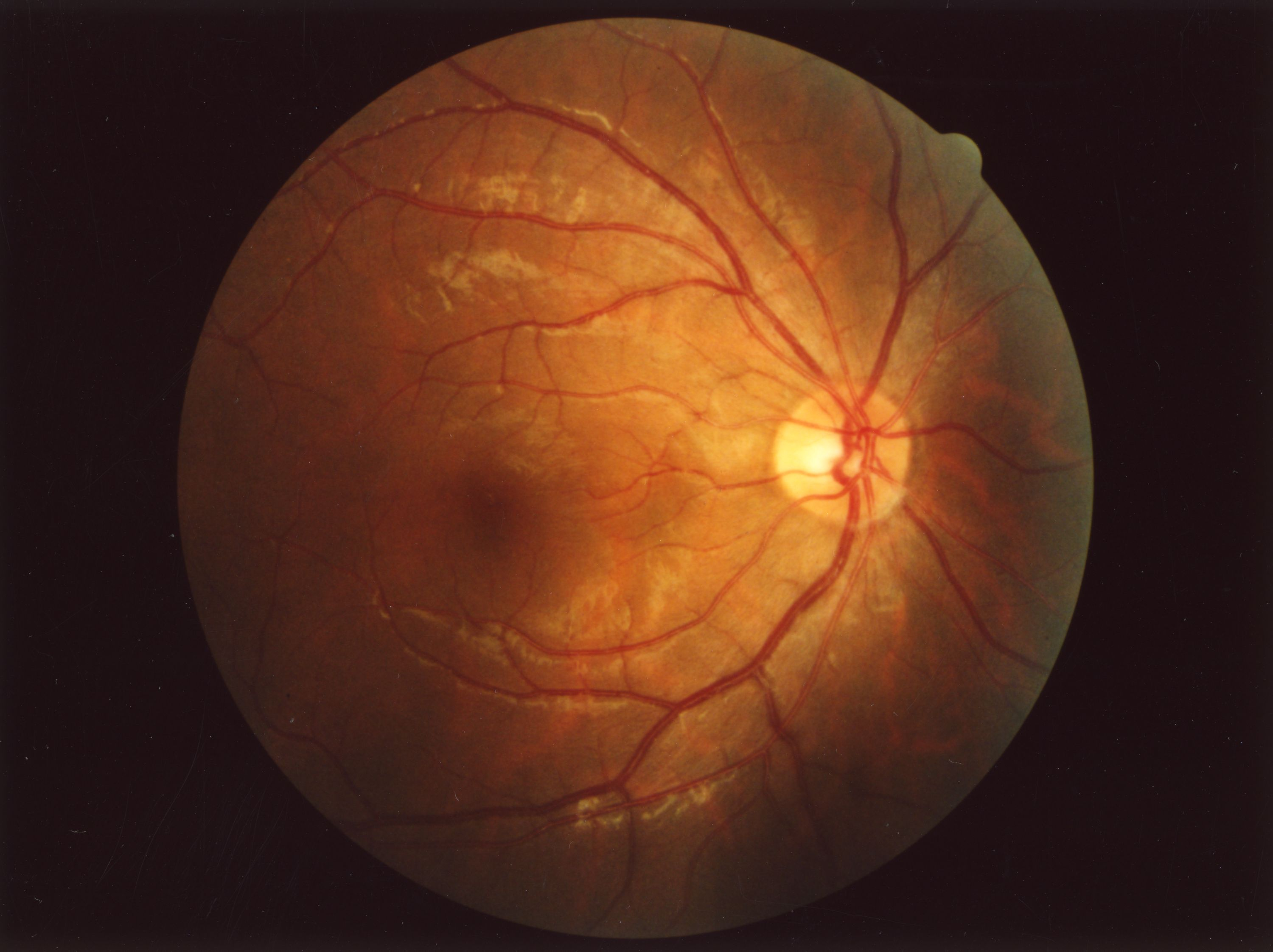
網膜の前にある毛細血管。黒い影はブルーフィールド内視現象の原因となる

動く点の正体は目の網膜の前にある毛細血管の中を走る白血球である。青い光（波長470nm）は毛細血管内の赤血球に良く吸収される。そのため赤血球は黒い影として見えるはずだが、脳や目はこの黒い影を編集により除去している。白血球は赤血球よりずっと数が少なくかつ青い光を吸収しない。そのため白血球が毛細血管を通過した際は相対的に明るい光点として認識される。ブルーフィールド内視現象は目の中心ではほとんど見られない。これは目の中心に毛細血管がないことによる。

## 観察方法
ブルーフィールド内視現象の観察は良く晴れた日の青空を利用すると簡単に行える。青空を見ながら焦点を眼の先20cm程度のところに合わせてしばらく置くと素早くジグザグに動く多数の光点が見えてくる。青空を見ると飛蚊症も良く見えるが飛蚊症は糸くずのようなものが漂うように見える。眼内にあるものが見えているので眼鏡やコンタクトレンズをつけていても観察することができる。

## ブルーフィールド眼内検査
ブルーフィールド眼内検査として知られる検査は、毛細血管内の血流量の測定に利用されている。患者は青い光とコンピューターが作り出す動く点を見せられる。動く点の速度と密度を変えることにより患者の目の毛細血管の血流量を測定する。この試験は網膜症を引き起こす糖尿病などの疾患で重要である。

## 他の内視現象との違い

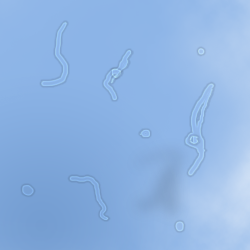
飛蚊症のイメージ画像

ブルーフィールド内視現象と飛蚊症は混同しやすい。ブルーフィールド内視現象では、多くのくっきりとした明るい点が急速に動くのが見える。飛蚊症では、点に見えることもあるが、セロハンや糸の断片のように見えることもある。また飛蚊症はゆっくりと漂い、何かに沿って動くことはない。他の鑑別が必要な現象としては眼閃がある。